# Eschweilera rufifolia
Eschweilera rufifolia är en tvåhjärtbladig växtart som beskrevs av Scott A. Mori. Eschweilera rufifolia ingår i släktet Eschweilera och familjen Lecythidaceae. Inga underarter finns listade i Catalogue of Life.